# تجميد الأموال
تجميد الأموال أوتجميد الأصول هو منع صاحب المال من التصرف فيه خارج دائرة قضائية.ويكون ذلك بفرض حكم قضائي يوجب التجميد كفرض عقلة تحفظية أو غيرها من الوسائل القانونية المتاحة لتجميد الأرصدة تمنعه من التصرف في أمواله بعضا أو كلا.